# Crossodactylus werneri
Crossodactylus werneri es una especie de anfibio anuro de la familia Hylodidae.

## Distribución geográfica
Esta especie es endémica de Brasil. Se encuentra en los estados de Minas Gerais, Río de Janeiro y São Paulo.

## Descripción
Los 36 especímenes machos adultos observados en la descripción original tienen de 18 y 24 mm de longitud estándar y las 66 especímenes hembras adultas observadas en la descripción original tienen de 20 y 28 mm de longitud estándar.

## Etimología
Esta especie lleva el nombre en honor a Werner Carl August Bokermann.

## Publicación original
- Pimenta, Cruz & Caramaschi, 2014: Taxonomic review of the species complex of Crossodactylus dispar A. Lutz, 1925 (Anura, Hylodidae). Arquivos de Zoologia, São Paulo, vol. 45, p. 1–33[4]